# Epilissus striatus
Epilissus striatus är en skalbaggsart som beskrevs av François Louis Nompar de Caumont de Laporte 1840. Epilissus striatus ingår i släktet Epilissus och familjen bladhorningar. Inga underarter finns listade i Catalogue of Life.